# Oncieu
Oncieu ist eine französische Gemeinde mit 72 Einwohnern (Stand 1. Januar 2022) im Département Ain in der Region Auvergne-Rhône-Alpes. Sie gehört zum Kanton Ambérieu-en-Bugey im Arrondissement Belley.

## Geographie
Oncieu liegt auf 463 m, etwa 35 Kilometer südöstlich der Stadt Bourg-en-Bresse und 30 Kilometer westlich von Belley (Luftlinie) im südlichen französischen Jura-Gebirge. Die Fläche des 7,76 km² großen Gemeindegebiets umfasst einen Teil der stark reliefierten Westausläufer der Landschaft Bugey. Der Ort liegt auf einem Felskegel am Boden des Erosionstals der Mandorne in der Mitte eines nach Süden offenen Talkessels, der von bis zu 500 m hohen Steilhängen flankiert wird. Die Gemeindegrenze folgt der scharf gezeichneten Oberkante dieses Talkessels und bildet im Norden einen langgezogenen Zipfel, der der Mandorne talaufwärts folgt. Der Bach entwässert das Gemeindegebiet und mündet in die Albarine, die gleichzeitig die südliche Gemeindegrenze darstellt.
Die Bebauung im Ort ist insofern ungewöhnlich, als die Häuser kreisförmig um eine etwa 100 m breite Freifläche angeordnet sind. Außerhalb der Ortschaft gibt es an der Mandorne zwei ehemalige Wassermühlen, eine für Getreide und eine für Papier.
Nachbargemeinden von Oncieu sind Nivollet-Montgriffon und Aranc im Norden, Évosges im Osten, Argis im Süden und Saint-Rambert-en-Bugey im Westen.

## Geschichte

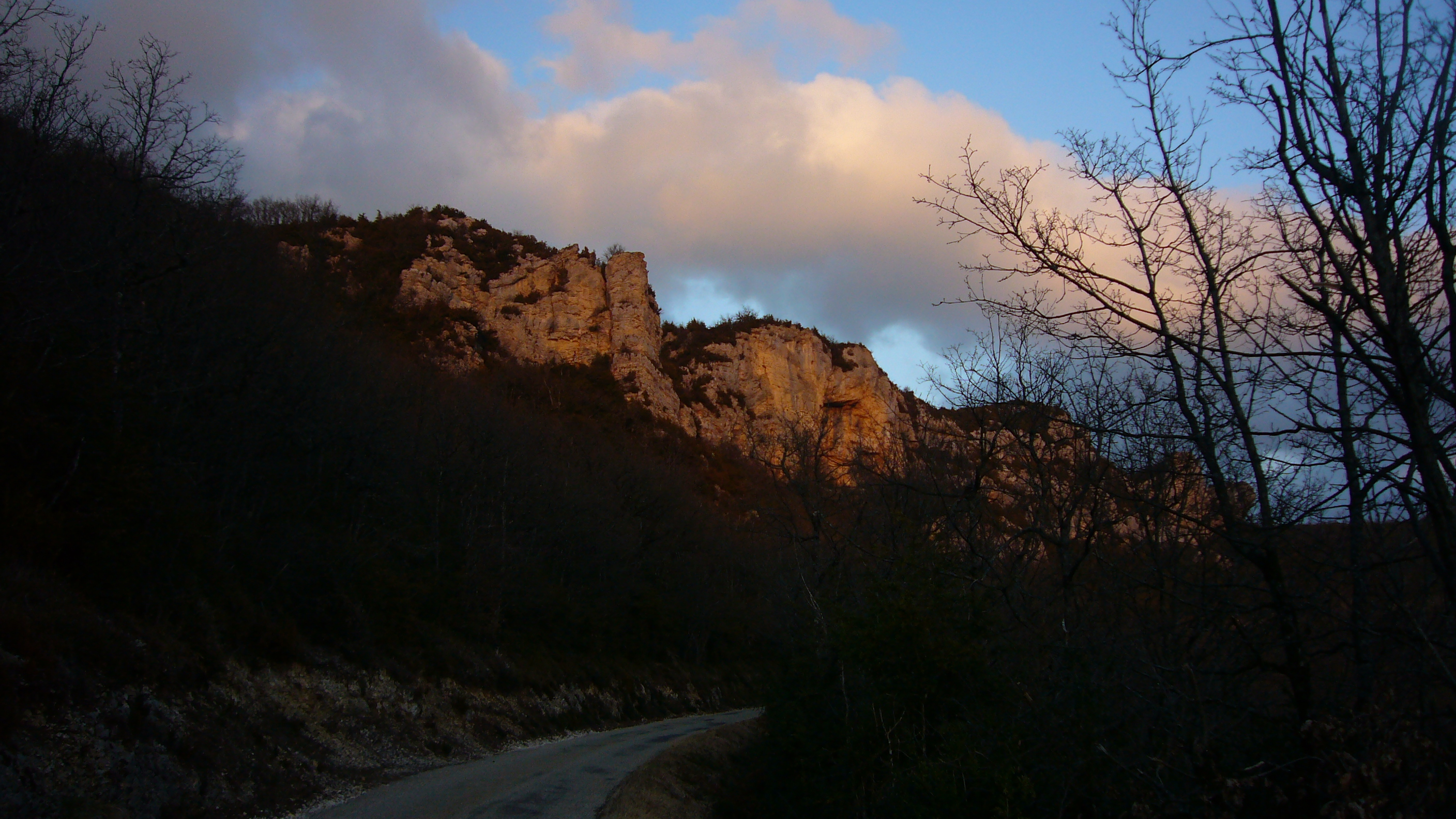
Das Massiv von Évosges bei Oncieu

Oncieu erscheint 1191 erstmals unter dem latinisierten Namen Onciacus in den Urkunden als Teil der Ländereien der mächtigen Benediktinerabtei Saint-Rambert. Ihr 1576 zur Markgrafschaft erhobenes Gebiet gelangte mit dem Vertrag von Lyon 1601 an Frankreich.

## Bevölkerung
| Jahr                       | 1962 | 1968 | 1975 | 1982 | 1990 | 1999 | 2011 | 2021 |
| Einwohner                  | 79   | 63   | 60   | 63   | 68   | 78   | 93   | 73   |
| Quellen: Cassini und INSEE |      |      |      |      |      |      |      |      |

Mit 72 Einwohnern (Stand 1. Januar 2022) gehört Oncieu zu den kleinsten Gemeinden des Départements Ain. Nachdem die Einwohnerzahl im 20. Jahrhundert kontinuierlich abgenommen hatte (1901 wurden noch 189 Personen gezählt), kehrte sich der Trend 1990 um, und die Einwohnerzahl steigt wieder an. Die Ortsbewohner von Oncieu heißen auf Französisch Onciolan(e)s.

## Sehenswürdigkeiten
Bereits die Aussicht auf das ringförmig angelegte Dorf von einem der vielen Aussichtspunkte entlang der Abbruchkante des Talkessels von Oncin ist eine Sehenswürdigkeit. Das Dorf selbst ist als site naturel klassifiziert. Bergauf in einer Schlaufe des Mandorne-Tals steht der Felsen Rocher de la Cathédrale, der ein weithin sichtbares Felsentor besitzt. An der Abbruchkante zur Hochfläche von Évosges gibt es Höhlen, so die Grotte de Bruire und Grotte de l’Âne.

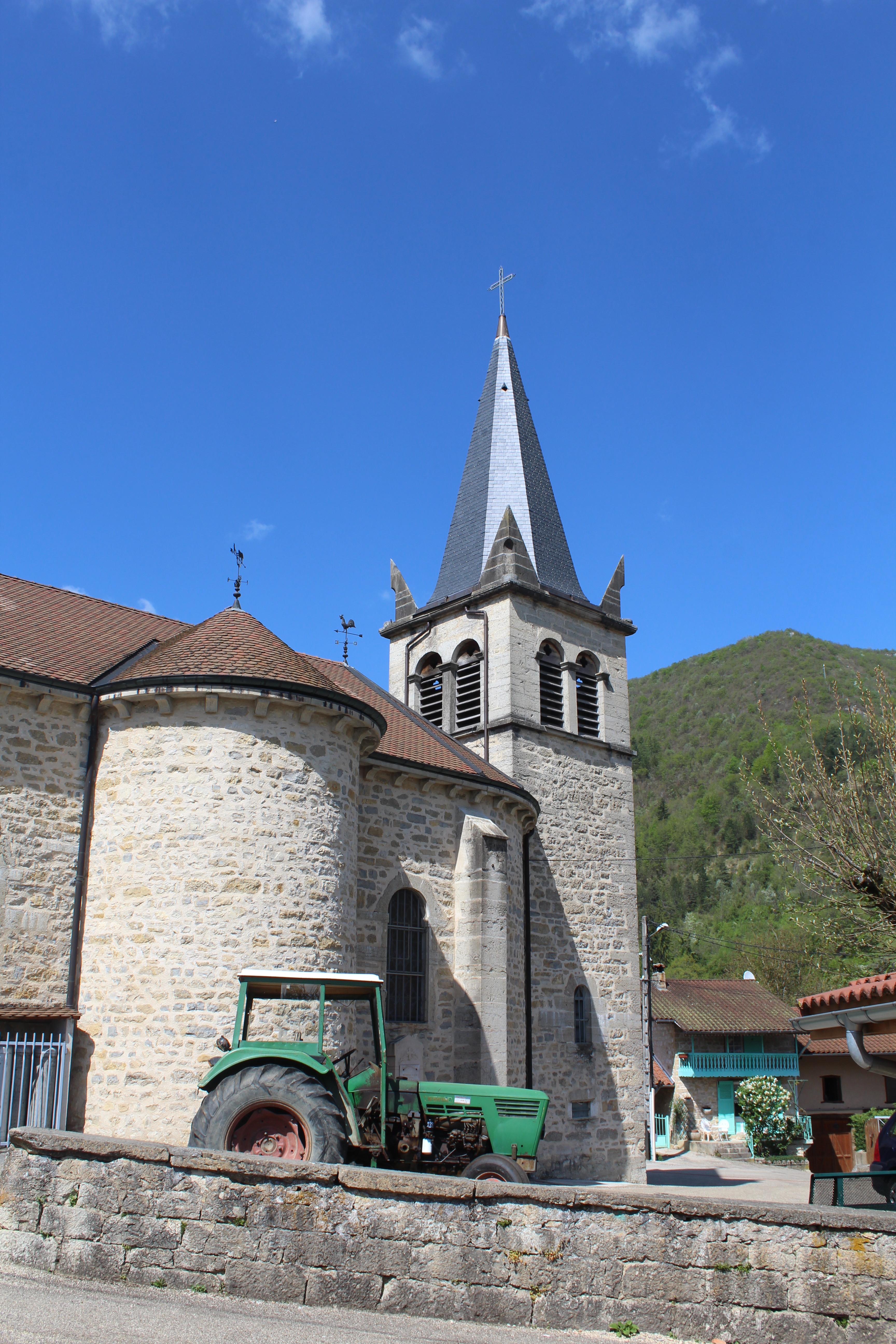
Kirche Saint-Laurent
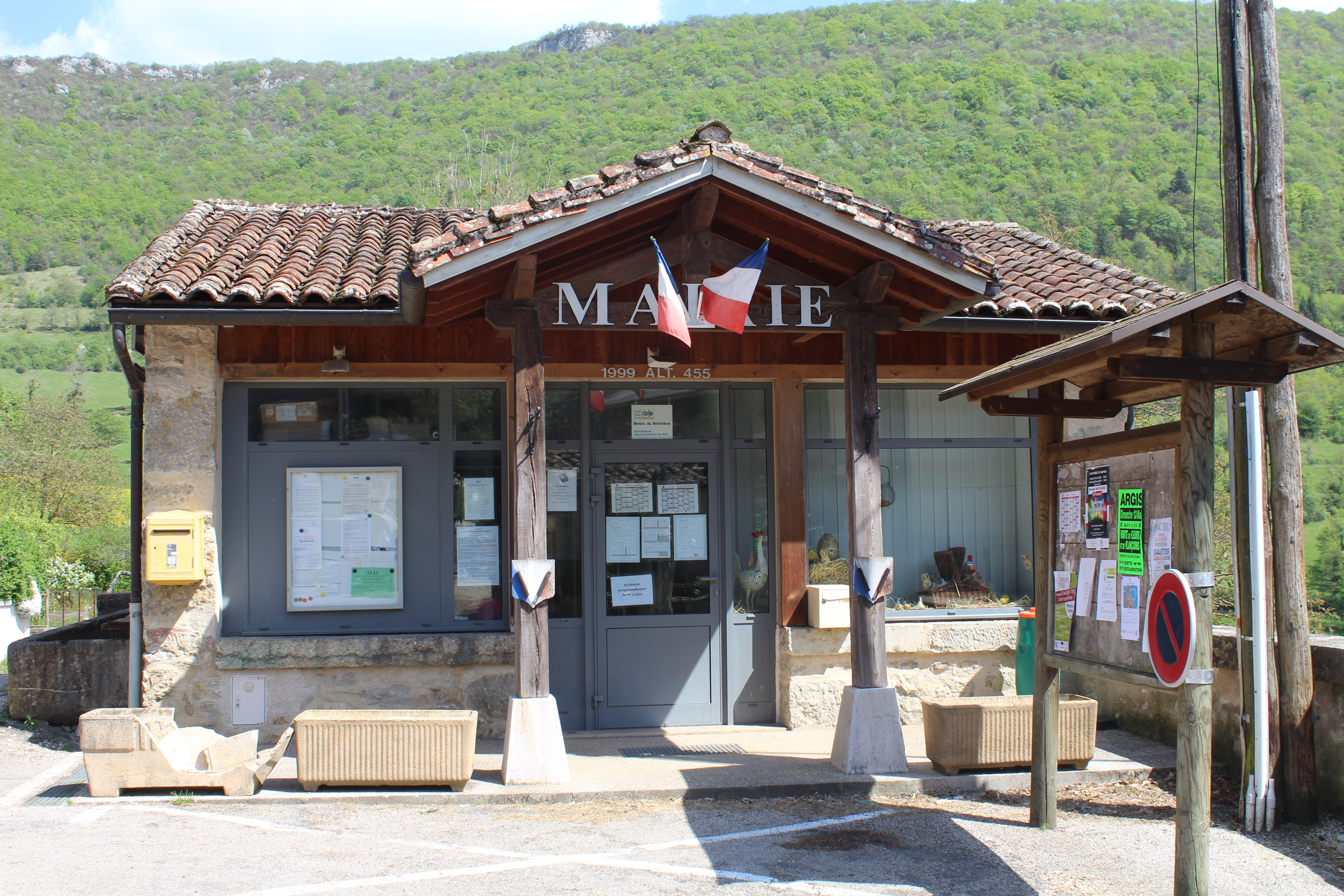
Rathaus (mairie)
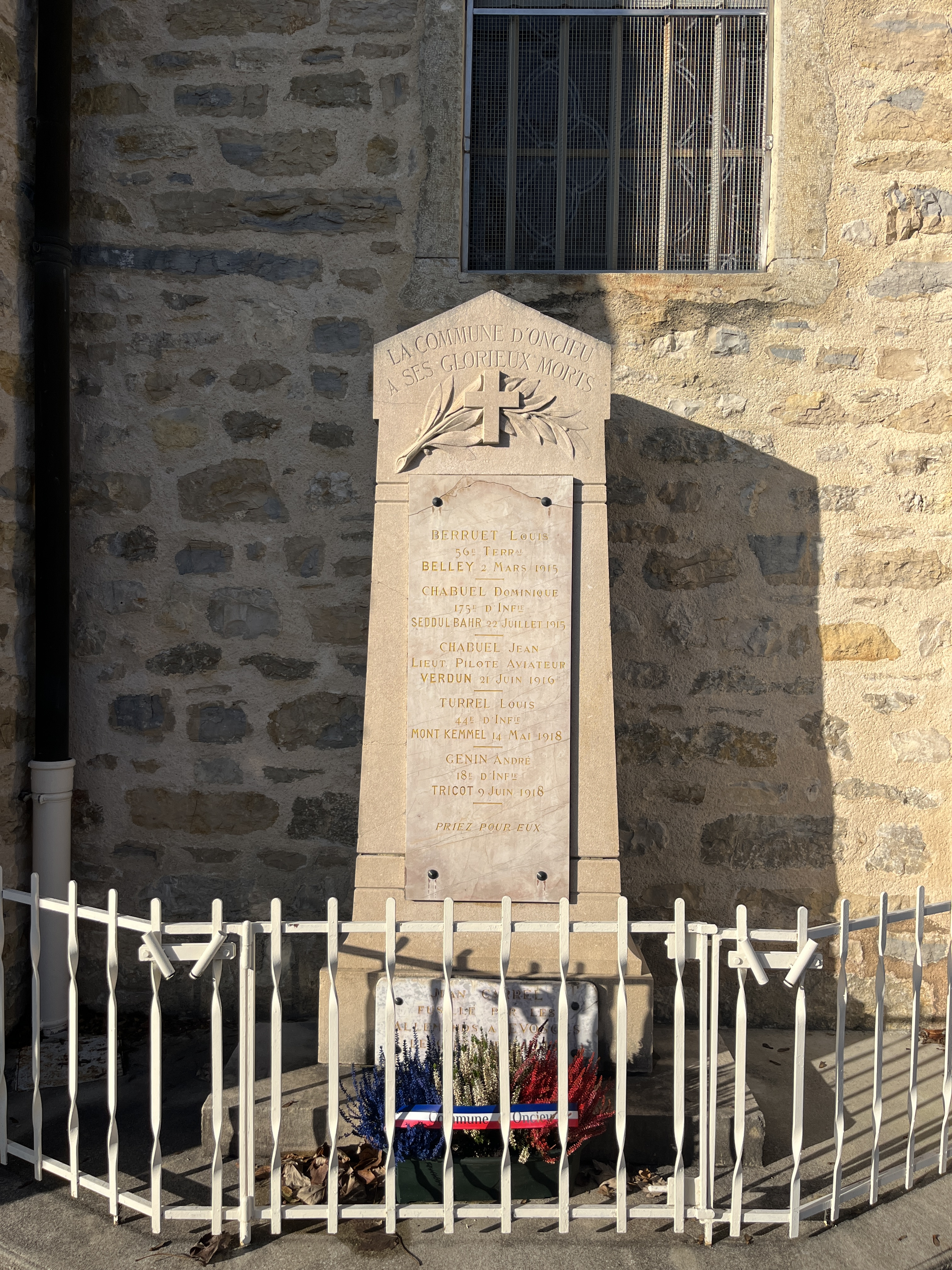
Gefallenendenkmal

## Wirtschaft und Infrastruktur
Die nach Süden ausgerichteten steilen Hanglagen des Talkessels von Oncieu wurden einst zum Weinbau genutzt und gehören heute noch zur geographischen Herkunftsbezeichnung Coteaux de l’Ain, sind aber nicht mehr bepflanzt. In Oncieu gibt es nur einige wenige landwirtschaftliche und Dienstleistungsbetriebe, der Rest der erwerbstätigen Bevölkerung sind Wegpendler, die in den größeren Ortschaften der Umgebung ihrer Arbeit nachgehen. Etwa die Hälfte der Wohneinheiten sind Zweitwohnsitze.
Bedingt durch die ungewöhnliche Topographie liegt die Ortschaft seit jeher abseits der größeren Durchgangsstraßen. Eine kleine Departementsstraße zweigt von der D1504 ab und verbindet das Dorf mit der Cluse des Hôpitaux und den größeren Ortschaften der Umgebung. Ihre Verlängerung durch das Tal der Mandorne führt bis nach Aranc. Eine weitere Verbindung besteht mit Évosges über eine Serpentinenstraße. Die nächste Autobahn (A42) befindet sich in etwa 22 Kilometern Entfernung.